# Cyrtognatha petila
Cyrtognatha petila là một loài nhện trong họ Tetragnathidae.
Loài này thuộc chi Cyrtognatha. Cyrtognatha petila được miêu tả năm 2009 bởi Dimitrov & Hormiga.